# Angels of Light

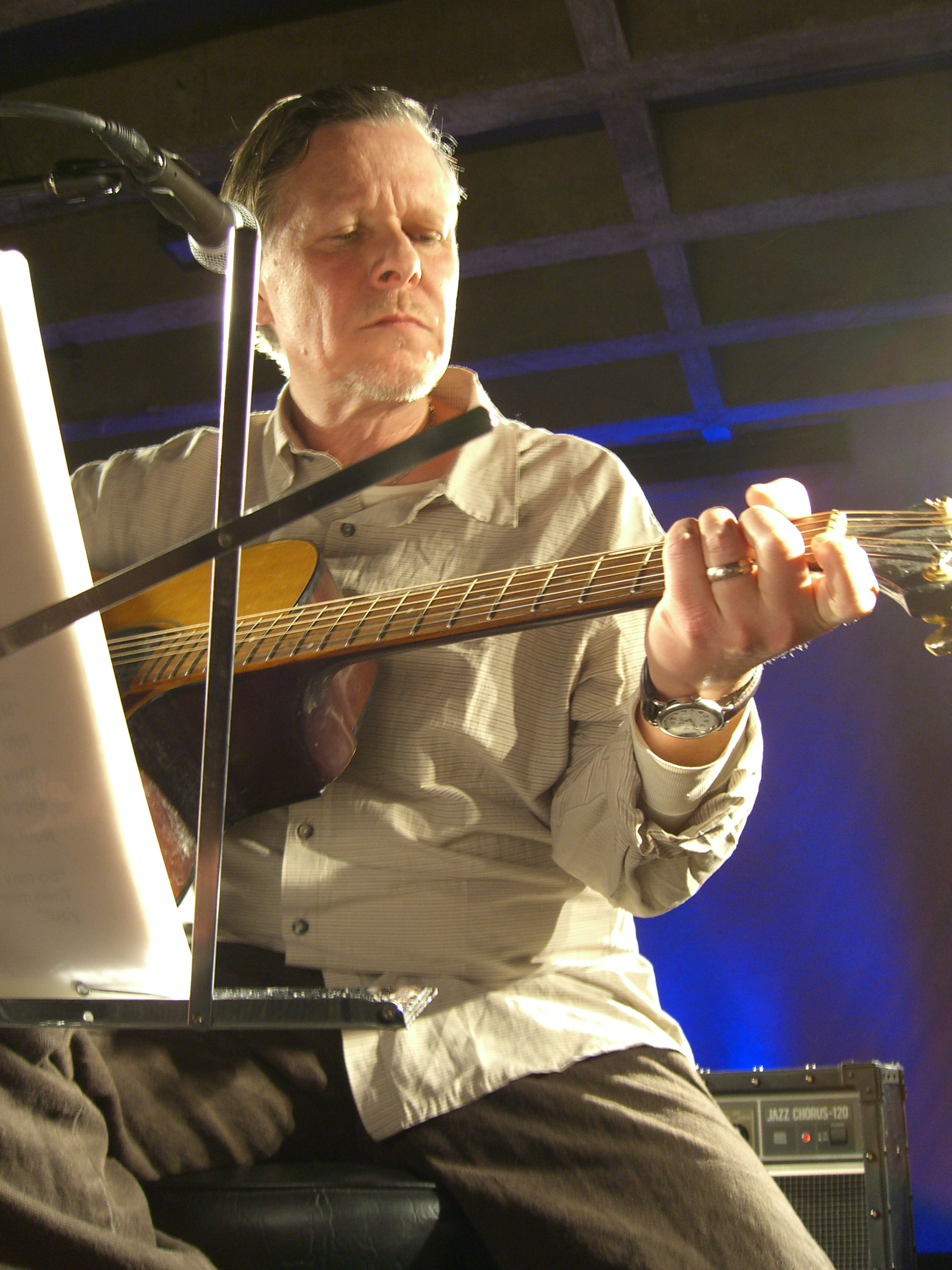
Michael Gira tijdens een optreden in 2003

Angels of Light is de naam van het project dat Michael Gira, een singer-songwriter uit New York, startte na het stopzetten van de cultband Swans (1982-1997). Angels of Light staat voor breekbare, ingetogen, muziek.
Gira's sombere stemgeluid en akoestische gitaarpartijen staan centraal op de vijf albums die onder deze naam werden uitgegeven. Eenvoudig opgebouwde songs die bij gelegenheid aangevuld worden met elektrische gitaar, drums en geluidseffecten (loops). Iedere AOL - release is het resultaat van een tijdelijke samenwerking met muzikanten en artiesten van divers pluimage, meestal met New York als thuisbasis.
Het 'Angels Of Light' - project houdt in zekere zin een stijlbreuk in met Gira's eerdere muzikale werk met Swans. Deze avant-gardistische band grossierde immers in beenharde noise -"sonic overload" zoals Gira het zelf omschrijft- en later in veelgelaagde, hypnotiserende, soundscapes. Angels Of Light klinkt melodischer en een stuk minder radicaal (brutaal) maar houdt net zo goed een vertaling in van de experimenteerdrift van Gira die weinig op heeft met platgetreden paden.
Het Angels of Light - debuutalbum 'New mother' kwam uit in 1999, ongeveer twee jaar na het stopzetten van Swans. '90. Na het debuut volgden nog 'How I loved you' (2001), 'Everything is good' (2003), 'Other People' (2005) en 'We are him' (2007). Alles uitgegeven door Young God Records, een onafhankelijk platenlabel dat Michael Gira zelf oprichtte halfweg de jaren 90. Angels Of Light werd op non-actief gezet toen Swans nieuw leven werd ingeblazen.

## Albums
- 1999 - New Mother
- 2001 - How I Loved You
- 2002 - We Were Alive! (beperkt uitgegeven livealbum)
- 2003 - Everything Is Good Here / Please Come Home
- 2005 - The Angels Of Light Sing Other People
- 2005 - Akron/Family & Angels Of Light (split-album met Akron/Family)
- 2007 - We Are Him

Alle releases op naam van 'Young God records'. Het livealbum uitgegeven in 2002 werd beperkt tot 750 exemplaren. Het bevat twee nummers uit de Swans-periode.